# ماکس شلر
ماکس فردیناند شلر (به آلمانی: Max Ferdinand Scheler) متولد ۲۲ اوت ۱۸۷۴ در مونیخ – درگذشته در ۱۹ مه ۱۹۲۸ فرانکفورت)، فیلسوف آلمانی بود. وی در زمینه پدیده شناسی فلسفی و اخلاقیات فعالیت می‌کرد. از او به عنوان بنیان‌گذار جامعه‌شناسی معرفت یاد می‌کنند.

## زندگی

### از مونیخ به کلن
شلر در مونیخ آلمان در ۲۲ اوت ۱۸۷۴ بدنیا آمد. مادرش یهودی قشری و پدرش از کلیسای پروتستان مارتین لوتر بود. در نوجوانی به مذهب کاتولیک گروید اما هر چه مسن تر می‌شد تدریجاً از پیروی کامل عقاید آن از حدود سال ۱۹۲۱ می‌کاست. پس از سال ۱۹۲۱ در ملاء عام از پیروی اصول مذهب کاتولیک دوری جست و از مفهوم خدای یهود-مسیحیت دوری کرده تعهد خود را به انسان‌شناسی فلسفی افزایش داد. شلر در دانشگاه ینا پزشکی و فلسفه خواند و در آن‌جا نزد فیلسوف برجسته مکتب ایده‌آلی، رودولف کریستف یوکن تحصیل کرد. پس از مرگ وی در سال ۱۹۲۸ مارتین هایدگر با خوزه ارتگا یی گاست در بارهٔ شلر گفتند: همه فلاسفه قرن مدیون شلر بودند و او را به عنوان "قویترین نیروی فلسفی نه تنها در آلمان مدرن، بلکه در اروپا معاصر و فلسفه معاصر" مورد ستایش قرار دادند."[۱] در سال ۱۹۵۴ کارل جوزف وتیولا، بعد بنام پاپ جان پل دوم، دفاع از پایان نامه دکترای خود را در مورد" ارزیابی از امکان ایجاد یکنوع اخلاقیات مسیحی بر اساس سیستم ماکس شلر " ارائه داد. ماکس شلر
هنگامی که اولین ازدواج وی با آمالی فون دیوویتز به طلاق انجامید، شلر در سال ۱۹۱۲ با موریت فورتوونگلر، خواهر رهبر ارکستر ویلهلم فورت‌ونگلر، ازدواج کرد. شلر در طول جنگ جهانی اول (۱۹۱۴–۱۹۱۸) به انجام وظیفهٔ سربازی خوانده شد، اما بعداً به دلیل آستیگماتی چشم از این وظیفه معاف و مرخص شد. اما با اشتیاق تمام وقت خود را به دفاع از مسئله جنگ مزبور، و علت درگیری آلمان در آن جنگ صرف می‌کرد.

## اندیشه
شلر روش پدیده شناسی فلسفی را از ادموند هوسرل گرفته و تغییراتی در آن ایجاد نمود تا بتواند در حوزه‌هایی غیر از آگاهی-پژوهی (که اهتمام هوسرل عمدتاً معطوف به آن بود) به کار بیاید. بنابراین شلر از پیشگامان تسری روش پدیده شناسی به حوزه‌هایی نظیر دین، اخلاقیات و ارزش‌ها بود. او در کنار پدیده شناسی ذات انگار از پدیده شناسی بازساز سخن می‌گوید و نوآوری عمدهٔ او در روش پدیده شناسی شاید همین باشد.

## آثار ترجمه‌شده به فارسی
- کین‌توزی، ماکس شلر، جواد گنجی (مترجم)، صالح نجفی (مترجم)، ناشر: نشر ثالث
- قرار بشر در عالم کیهانی، ماکس شلر، منوچهر اسدی (مترجم)، ناشر: پرسش

## آثار دربارهٔ شلر
- فلسفه ماکس شلر (منطق دل)، ابوالقاسم ذاکرزاده، ناشر: الهام
- پدیدارشناسی اخلاق در اندیشه شلر، زینب ربیعی، ناشر: علم، ۱۳۹۲
- جامعه‌شناسی شناخت ماکس شئلر منوچهر آشتیانی ناشر: نشر قطره

## یادداشت
1. ↑  (به لهستانی: Karol Józef Wojtyła)
2. ↑  Amalie von Dewitz
3. ↑  Märit Furtwängler